# 康樂公園
25°03′11″N 121°31′29″E / 25.0530598°N 121.5247598°E

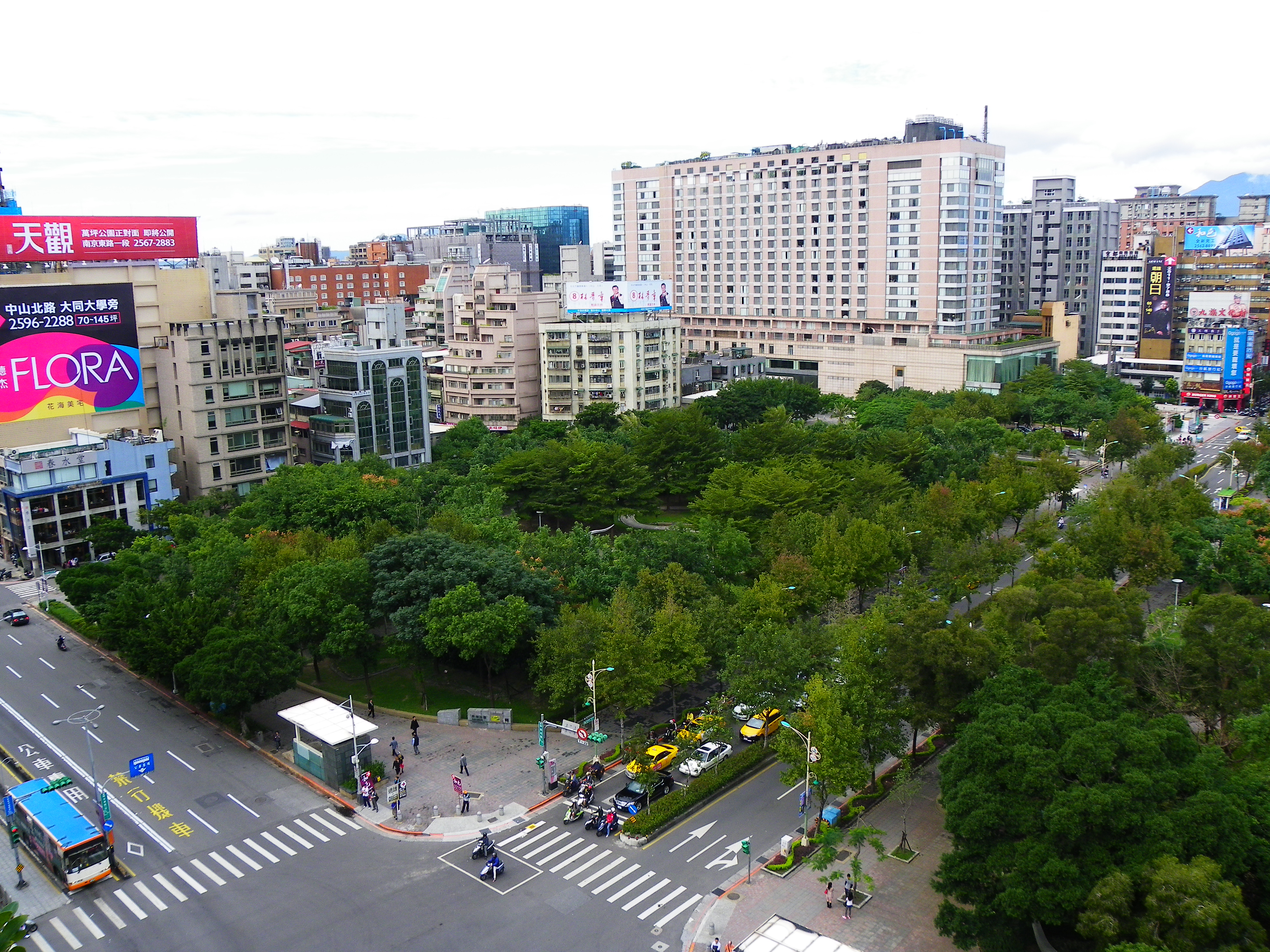
從高處俯瞰康樂公園（2010年）

康樂公園為台北市戰前規劃的大型都會公園之十五號公園用地，原為日治時代的三橋町日本人墓地。位於中山區，南京東路一段21巷、中山北路二段39巷、林森北路所圍地區（位於林森公園西方）。目前該用地完全開闢為公園，2002年3月完工啟用，又名中山15號公園，規劃為感官體驗公園。

## 外部連結
- 康樂公園 - 公園走透透 （页面存档备份，存于）

 维基共享资源上的相關多媒體資源：康樂公園